# Castel Reichenberg
Castel Reichenberg (in tedesco Burg Reichenberg) è un castello nel comune di Tubre in Provincia di Bolzano.

## Storia
Costruito dai vescovi di Coira nel XII secolo, nel 1150 fu dato in prestito ai signori von Reichenberg. Questi ultimi erano dei cavalieri che traevano la loro ricchezza da scorribande e ruberie nei paesi vicini e per questo erano molto temuti dalla popolazione.
Nel 1373 il castello fu venduto ai signori von Matsch, molto potenti in Val Venosta. Nel 1504 si estinsero e le loro proprietà, compreso il castel Reichenberg, andarono ai von Trapp. Nel 1559 il castello passò ai von Hendl.
Dal 1680 non è stato più abitato ed è quindi presto caduto in rovina.
Negli anni 1998-2000 la torre è stata ristrutturata su progetto dell'architetto Werner Tscholl.

## Descrizione
Le rovine si trovano su un rilievo sopra il paese di Tubre a circa 1350 m s.l.m., circa 150 metri più in basso del vicino castel Rotund. Del castello rimangono pochi brandelli di muri e il mastio rotondo, ancora ben conservato e alto 23 metri.
Il castello è liberamente visitabile e raggiungibile con un sentiero dal sottostante paese.